# Eumelea florinata
Eumelea florinata là một loài bướm đêm trong họ Geometridae.